# Coregonus kiyi
Coregonus kiyi är en fiskart som först beskrevs av Walter Norman Koelz 1921.  Coregonus kiyi ingår i släktet Coregonus och familjen laxfiskar. IUCN kategoriserar arten globalt som sårbar. Inga underarter finns listade i Catalogue of Life.